# Carex densa
Carex densa là một loài thực vật có hoa trong họ Cói. Loài này được (L.H.Bailey) L.H.Bailey mô tả khoa học đầu tiên năm 1889.